# 금호1교
금호1교(琴湖1橋)는 대구광역시 북구 산격동과 무태조야동을 잇는 경부고속도로 상의 다리로, 금호강을 횡단한다. 2003년 12월 23일 동대구 나들목 ~ 김천 분기점 71.8km 구간 왕복 8차로 확장과 함께 개통하였으며, 연장은 800m, 높이는 19m이다.
교량 서쪽으로는 북대구 나들목으로 이어지며, 동쪽으로는 금호강이 급격히 꺾이는 구간에서 금호강을 다시 횡단하는 과정에서 금호2교를 건너게 된다.